# Diferenciální operátor

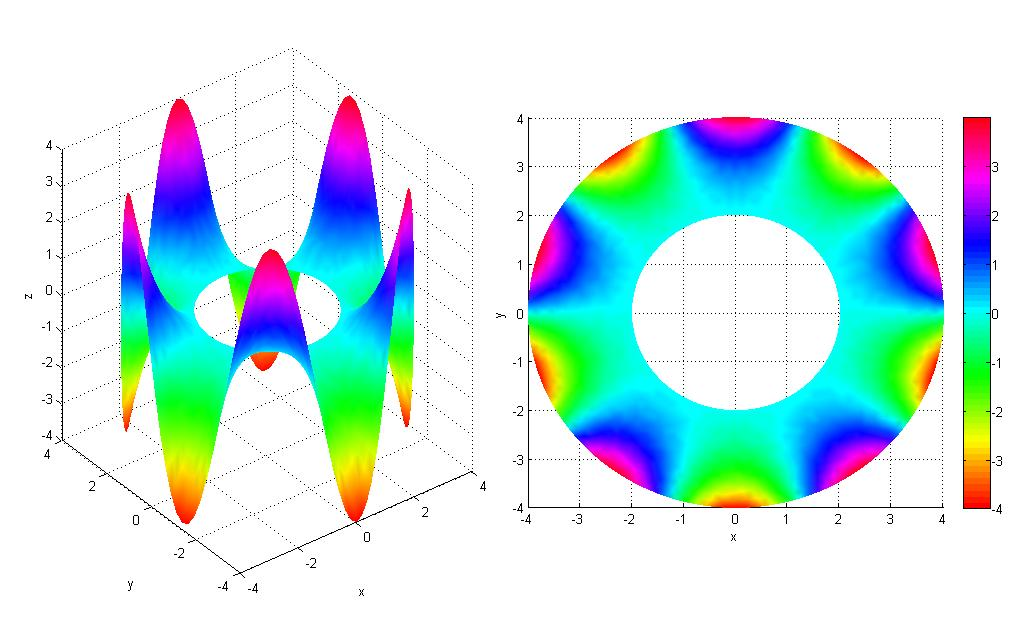
Harmonická funkce definovaná na mezikruží. Harmonické funkce jsou právě ty funkce, které leží v jádru Laplaceova operátoru, který je důležitým diferenciálním operátorem.

Diferenciální operátor v matematice je operátor definovaný jako funkce operátoru derivace. Je užitečný především jako prostředek zápisu, který bere derivaci jako abstraktní operaci, která dostane funkci a vrátí jinou funkci (ve stylu funkce vyššího řádu v matematické informatice).
Nejčastěji používané diferenciální operátory jsou lineární, ale existují i nelineární diferenciální operátory, jako například Schwarzovská derivace.

## Definice
Předpokládejme, že existuje zobrazení {\displaystyle A} z prostoru funkcí {\displaystyle {\mathcal {F}}_{1}} do prostoru funkcí {\displaystyle {\mathcal {F}}_{2}}, a že funkce {\displaystyle f\in {\mathcal {F}}_{2}}, taková, že {\displaystyle f} je obrazem {\displaystyle u\in {\mathcal {F}}_{1}} tj. 　{\displaystyle f=A(u)\ .}
Diferenciální operátor (anglicky differential operator) je reprezentován jako lineární kombinace konečně generovaná {\displaystyle u} a jeho derivacemi vyššího stupně jako například
{\displaystyle P(x,D)=\sum _{|\alpha |\leq m}a_{\alpha }(x)D^{\alpha }\ ,}
kde množina {\displaystyle \alpha =(\alpha _{1},\alpha _{2},\cdots ,\alpha _{n})} nezáporných celých čísel se nazývá multi-index, {\displaystyle |\alpha |=\alpha _{1}+\alpha _{2}+\cdots +\alpha _{n}} se nazývá délka, {\displaystyle a_{\alpha }(x)} jsou funkce ne nějakém otevřeném definičním oboru v n-rozměrném prostoru a {\displaystyle D^{\alpha }=D^{\alpha _{1}}D^{\alpha _{2}}\cdots D^{\alpha _{n}}\ .}
Výše uvedená derivace je stejná jako funkce, případně distribuce nebo hyperfunkce a {\displaystyle D_{j}=-i{\frac {\partial }{\partial x_{j}}}} případně {\displaystyle D_{j}={\frac {\partial }{\partial x_{j}}}} .

## Zápisy
Nejobvyklejším diferenciálním operátorem je samotný operátor provedení derivace. Nejobvyklejšími zápisy pro provedení první derivace podle proměnné x jsou:
{\displaystyle {d \over dx},D,\,D_{x}\,} a {\displaystyle \partial _{x}.}
Pro derivace n-tého řádu se používají operátory:
{\displaystyle {d^{n} \over dx^{n}},} {\displaystyle D^{n}\,} nebo {\displaystyle D_{x}^{n}.\,}
Derivace funkce f argumentu x se zapisuje takto:
{\displaystyle [f(x)]'\,\!}
nebo takto:
{\displaystyle f'(x).\,\!}
Autorem zápisu pomocí D je Oliver Heaviside, který ve své studii o diferenciálních rovnicích pracoval s diferenciálními operátory tvaru
{\displaystyle \sum _{k=0}^{n}c_{k}D^{k}}
Mezi nejpoužívanější diferenciální operátory patří Laplaceův operátor definovaný vztahem
{\displaystyle \Delta =\nabla ^{2}=\sum _{k=1}^{n}{\partial ^{2} \over \partial x_{k}^{2}}.}
Dalším diferenciálním operátorem je operátor Θ nebo theta operátor, definovaný jako
{\displaystyle \Theta =z{d \over dz}.}
Tento operátor se někdy nazývá operátor homogenity, protože jeho vlastní funkce jsou jednočleny proměnné z:
{\displaystyle \Theta (z^{k})=kz^{k},\quad k=0,1,2,\dots }
Operátor homogenity pro n proměnných je
{\displaystyle \Theta =\sum _{k=1}^{n}x_{k}{\frac {\partial }{\partial x_{k}}}.}
Jako v případě jedné proměnné, vlastní prostory operátoru Θ jsou prostory homogenních polynomů.
Podle obvyklých matematických konvencí se argument diferenciálního operátoru obvykle píše vpravo od operátoru. Někdy se používá alternativní notace: výsledek použití operátoru na funkci vlevo od operátoru a vpravo od operátor a rozdíl získaný použitím diferenciálního operátor na funkce na obou stranách se označuje pomocí šipek takto:
{\displaystyle f{\overleftarrow {\partial _{x}}}g=g\cdot \partial _{x}f}
{\displaystyle f{\overrightarrow {\partial _{x}}}g=f\cdot \partial _{x}g}
{\displaystyle f{\overleftrightarrow {\partial _{x}}}g=f\cdot \partial _{x}g-g\cdot \partial _{x}f.}
Tato notace se se často používá pro popis proudu pravděpodobnosti v kvantové mechanice.

## Nabla
Důležitým vektorovým diferenciálním operátorem je operátor nabla. Ve fyzice se často používá například pro zápis diferenciálního tvaru Maxwellových rovnic. V trojrozměrné Kartézské soustavě souřadnic je operátor nabla definován takto:
{\displaystyle \nabla =\mathbf {\hat {x}} {\partial  \over \partial x}+\mathbf {\hat {y}} {\partial  \over \partial y}+\mathbf {\hat {z}} {\partial  \over \partial z}.}
Symbol nabla se používá pro výpočet gradientu, rotace, divergence a Laplaceova operátoru různých objektů.

## Adjunkce operátorů
Je-li dán lineární diferenciální operátor T
{\displaystyle Tu=\sum _{k=0}^{n}a_{k}(x)D^{k}u}
sdružený operátor tohoto operátoru se definuje jako operátor {\displaystyle T^{*}} takový, že
{\displaystyle \langle Tu,v\rangle =\langle u,T^{*}v\rangle }
kde zápis {\displaystyle \langle \cdot ,\cdot \rangle } se používá pro skalární součin nebo vnitřní součin. Tato definice proto závisí na definici skalárního součinu.

### Formální adjunkt jedné proměnné
Ve funkcionálním prostoru funkcí integrovatelných na obdélníku je skalární součin definován vztahem
{\displaystyle \langle f,g\rangle =\int _{a}^{b}f(x)\,{\overline {g(x)}}\,dx,}
kde pruh nad g(x) označuje hodnotu komplexně sdruženou ke g(x). Jestliže navíc přidáme podmínku, že f nebo g je zanedbatelné pro {\displaystyle x\to a} a {\displaystyle x\to b}, můžeme také definovat adjunkt operátoru T vztahem
{\displaystyle T^{*}u=\sum _{k=0}^{n}(-1)^{k}D^{k}[{\overline {a_{k}(x)}}u].\,}
Tento vzorec neexplicitně závisí na definici skalárního součinu. Proto se někdy používá jako definice sdruženého operátoru. Pokud se {\displaystyle T^{*}} definuje tímto vzorcem, nazývá se formální adjunkt operátoru T.
(Formálně) samoadjungovaný operátor je operátor rovný své adjunkci.

### Více proměnných
Jestliže Ω je definiční obor v Rn a P je diferenciální operátor na Ω, pak adjunkt operátoru P je definovaný v L2(Ω) dualitou analogicky:
{\displaystyle \langle f,P^{*}g\rangle _{L^{2}(\Omega )}=\langle Pf,g\rangle _{L^{2}(\Omega )}}
pro všechny hladké L2 funkce f, g. Protože hladké funkce jsou husté v L2, je takto definován adjunkt na husté podmnožině L2: P* je hustě definovaný operátor.

### Příklad
Sturmův–Liouvilleův operátor je dobře známým příkladem formálního samoadjungovaného operátoru. Tento lineární diferenciální operátor druhého řádu L lze zapsat ve tvaru
{\displaystyle Lu=-(pu')'+qu=-(pu''+p'u')+qu=-pu''-p'u'+qu=(-p)D^{2}u+(-p')Du+(q)u.\;\!}
Tuto vlastnost lze dokázat pomocí definice formálního adjunktu uvedené výše.
{\displaystyle {\begin{aligned}L^{*}u&{}=(-1)^{2}D^{2}[(-p)u]+(-1)^{1}D[(-p')u]+(-1)^{0}(qu)\\&{}=-D^{2}(pu)+D(p'u)+qu\\&{}=-(pu)''+(p'u)'+qu\\&{}=-p''u-2p'u'-pu''+p''u+p'u'+qu\\&{}=-p'u'-pu''+qu\\&{}=-(pu')'+qu\\&{}=Lu\end{aligned}}}
Tento operátor je ústředním pojmem Sturmovy–Liouvilleovy teorie, která pracuje s vlastními funkcemi, což je obdoba vlastních vektorů.

## Vlastnosti diferenciálních operátorů
Derivování je lineární, tj.
{\displaystyle D(f+g)=(Df)+(Dg)\,}
{\displaystyle D(af)=a(Df)\,}
kde a je konstanta a f a g jsou funkce.
Jakýkoli polynom v D s funkčními koeficienty je také diferenciální operátor. Diferenciální operátory můžeme také skládat podle pravidla
{\displaystyle (D_{1}\circ D_{2})(f)=D_{1}(D_{2}(f)).\,}
Přitom je nutné dávat pozor:
- Za prvé, libovolné funkční koeficienty v operátoru D2 musí být diferencovatelné tolikrát, kolikrát vyžaduje aplikace operátoru D1. Abychom získali okruh takových operátorů, musíme předpokládat, že se používá derivace všech řádů koeficientů.
- Za druhé, tento okruh nebude komutativní: operátor gD není obecně totéž jako Dg. Například v kvantové mechanice je základní následující vztah:

{\displaystyle Dx-xD=1.\,}
Podokruh operatorů, které jsou polynomy v D s konstantními koeficienty, naopak komutativní je. Může být charakterizován jinak: skládá se z translačně invariantních operátorů.
Pro diferenciální operátory platí věta o translaci (anglicky shift theorem).

## Více proměnných
Stejnou konstrukci můžeme uplatnit na parciální derivace, podle různých proměnných, čímž dostáváme operátory, které komutují (viz symetrie druhé derivace).

## Okruh polynomiálních diferenciálních operátorů

### Okruh jednorozměrných polynomiálních diferenciálních operátorů
Jestliže R je okruh, nechť {\displaystyle R\langle D,X\rangle } je nekomutativní polynomiální okruh nad R v proměnná D a X a I oboustranný ideál generovaný DX-XD-1,
pak okruh jednorozměrných polynomiálních diferenciálních operátorů nad R je podílový okruh
{\displaystyle R\langle D,X\rangle /I}.
Což je nekomutativní jednoduchý okruh.
Každý prvek lze jednoznačně zapsat jako R-lineární kombinaci jednočlenů tvaru
{\displaystyle X^{a}D^{b}\mod {I}}. To podporuje analogii Eukleidova algoritmu pro dělení polynomů.
Diferenciální moduly nad {\displaystyle R[X]} (pro standardní derivaci) mohou
být identifikovány s moduly nad {\displaystyle R\langle D,X\rangle /I}.

### Okruh vícerozměrných polynomiálních diferenciálních operátorů
Jestliže R je okruh, nechť {\displaystyle R\langle D_{1},\ldots ,D_{n},X_{1},\ldots ,X_{n}\rangle } je
nekomutativní polynomiální okruh nad R v proměnné
{\displaystyle D_{1},\ldots ,D_{n},X_{1},\ldots ,X_{n}} a I oboustranný ideál generovaný
prvky {\displaystyle D_{i}X_{j}-X_{i}D_{j}-\delta _{i,j},D_{i}D_{j}-D_{j}-D_{i},X_{i}X_{j}-X_{j}X_{i}}
pro všechny {\displaystyle 1\leq i,j\leq n} kde {\displaystyle \delta } je Kroneckerovo delta,
pak okruh vícerozměrných polynomiálních diferenciálních operátorů nad R je podílový okruh
{\displaystyle R\langle D_{1},\ldots ,D_{n},X_{1},\ldots ,X_{n}\rangle /I}.
Což je nekomutativní jednoduchý okruh.
Každý prvek lze jednoznačně zapsat jako R-lineární kombinaci jednočlenů tvaru
{\displaystyle X_{1}^{a_{1}}\ldots X_{n}^{a_{n}}D_{1}^{b_{1}}\ldots D_{n}^{b_{n}}}.

### Vztah ke komutativní algebře
Ekvivalentní, ale čistě algebraický popis lineárního diferenciálního operátoru je tento: R-lineární zobrazení P je lineární diferenciální operátor k-tého řádu, jestliže pro libovolnou k + 1 hladkou funkci {\displaystyle f_{0},\ldots ,f_{k}\in C^{\infty }(M)} máme
{\displaystyle [f_{k},[f_{k-1},[\cdots [f_{0},P]\cdots ]]=0.}
kde závorka {\displaystyle [f,P]:\Gamma (E)\rightarrow \Gamma (F)} je definována jako komutátor
{\displaystyle [f,P](s)=P(f\cdot s)-f\cdot P(s).\,}
Tato charakterizace lineárních diferenciálních operátorů ukazuje, že jsou jistými zobrazeními mezi moduly nad komutativní algebrou, dovolující koncept, aby byla chápána jako část komutativní algebry.

## Příklady
- Ve fyzice hrají operátory jako například Laplaceův operátor hlavní roli při sestavování a řešení parciálních diferenciálních rovnic.
- Operátory vnější derivace a Lieovy derivace mají stěžejní význam v diferenciální topologii.
- Koncept derivace v abstraktní algebře umožňuje zobecnění diferenciálních operátorů, které nevyžadují použití diferenciálního počtu. Často se taková zobecnění používají v algebraické geometrii a v komutativní algebře. Související články jet (matematika).
- Při rozvoji holomorfních funkcí komplexních proměnných z = x + i y, někdy komplexní funkci považujeme za funkci dvou reálných proměnných x a y. Použití se provede Wirtingerovými derivacemi, což jsou parciální diferenciální operátory:

{\displaystyle {\frac {\partial }{\partial z}}={\frac {1}{2}}\left({\frac {\partial }{\partial x}}-i{\frac {\partial }{\partial y}}\right)\quad ,\quad {\frac {\partial }{\partial {\bar {z}}}}={\frac {1}{2}}\left({\frac {\partial }{\partial x}}+i{\frac {\partial }{\partial y}}\right)\ .}
Tento přístup se také používá pro studium funkcí více komplexních proměnných a funkcí operátoru motor proměnná.

## Historie
Samostatný zápis diferenciálního operátoru začal používat Louis François Antoine Arbogast v roce 1800.